# Castillo de Belvís de Monroy
El castillo de Belvís de Monroy es una fortaleza situada en un cerro, en la localidad de Belvís de Monroy al norte la provincia de Cáceres (Extremadura, España). Se considera uno de los castillos más importantes de Extremadura por su estructura, así como las gestas que en él tuvieron lugar.

## Historia
La historia del castillo se remonta al siglo XIII cuando en tiempos de Sancho IV, este dona el "cortijo de Belvís" a Hernán Pérez del Bote con el mandato de repoblar estas tierras que habían quedado huérfanas tras la Reconquista y de crear en ellas "Casa Fuerte". 
A partir de este mandato, en la primera mitad del siglo XIV Alonso Fernández del Bote, nieto de Hernán, procede a la construcción de la casa fuerte sobre la que sus descendientes irán edificando el castillo posteriormente.
En el siglo XVI se construyó un patio plateresco, hoy desaparecido, similar al que todavía existe en el monasterio de Yuste.

## Descripción
La fortaleza, mezcla de los diversos estilos que se sucedieron durante los siglos que estuvo en construcción tales como el renacentista o el barroco, se levantó alrededor de la primitiva torre del homenaje, distinguiéndose claramente tres partes: la muralla con torreones defensivos de forma semicircular, el castillo propiamente dicho, con torres delimitando su perímetro y una serie de dependencias residenciales construidas durante el siglo XVI que facilitaron la vida en el interior del conjunto.

## Estado de conservación
El castillo se vio seriamente dañado tras el abandono en que quedó después de las guerras de Sucesión y de Independencia. No obstante el conjunto todavía recuerda la majestuosidad que tuvo en tiempos de su máximo esplendor. La fortaleza se encuentra protegida bajo la Declaración genérica del Decreto de 22 de abril de 1949 y la Ley 16/1985 sobre el Patrimonio Histórico Español.
Actualmente se encuentra en estado de consolidación y restauración.